# Aitken Cove
Aitken Cove är en vik i Antarktis. Den ligger vid Laurie Island i Sydorkneyöarna. Argentina och Storbritannien gör anspråk på området.